# Anwar Ibrahim
Anwar bin Ibrahim (Cherok Tok Kun, 1947. augusztus 10. –) maláj politikus, az ország miniszterelnöke (2022-től).

## Életpályája
Politikai pályafutását az Angkatan Belia Islam Malaysia (ABIM) nevű ifjúsági szervezet egyik alapítójaként kezdte, majd miután csatlakozott az Egyesült Malájok Nemzeti Szervezetéhez (UMNO) karrierje gyorsan emelkedett magasra. Az 1980-as és az 1990-es évek egymást követő kormányaiban számos kabineti pozíciót töltött be. 35 évesen már kulturális miniszter volt, majd 1991-ben, Mahathir bin Mohamad kormányában a pénzügyi tárca élére került.
Az 1997-es ázsiai pénzügyi válság során támogatta a Nemzetközi Valutaalap (IMF) által sürgetett megszorításokat, ezért kegyvesztett lett, a kormányból és a pártból is eltávolították (1998), letartóztatták, az őrizetben megverték, ezt követően korrupcióért és szodómiáért – 1999 áprilisában – börtönbe zárták (emberjogi szervezetek szerint koholt vádak alapján). 2004-ben szabadult, miután ítéletét hatályon kívül helyezték, azonban 2015-ben szodómia vádjával ismét rács mögé került, azt követően, hogy a 2008-ban megkezdett vizsgálatot lezáró 2014-es bírósági ítéletet a legfelsőbb bíróság helybenhagyta. 2020-ban szabadult.
Az általa vezetett reformelkötelezett és az ország színes etnikai összetételét tükröző baloldali tömörülése, a Remény Szövetsége (Pakatan Harapan) a 2008. márciusi parlamenti választásokon 82 mandátumot szerzett a 222 tagú parlamentben, ezzel pedig az ellenzék vezető erejévé vált. Ennek is köszönhette azt, hogy 2008 augusztusa és 2015 márciusa, valamint 2020 májusa és 2022 novembere között az ellenzék vezetője volt.
A 2018-as választásra szövetséget kötött a vele szembeni politikai leszámolást elindító Mahathirral, aki kegyelmet és kormányfői posztot ígért neki, de végül az csak az első részét tartotta be, a börtönből kiszabadúlt, de nem ülhetett a miniszterelnöki székbe. A 2022-es, előrehozott szövetségi parlamenti választást követően az általa vezetett pártszövetség az első helyen végzett ugyan, de a kormányzó többséget nem sikerült megszerezni. A Nemzeti Fronttal (Barisan Nasional) folytatott koalíciós tárgyalásokat követően II. Abdullah király kinevezte az ázsiai ország miniszterelnökének. Hivatalát november 24-én foglalta el.
Beiktatását követően kötelezte a kormányhivatalokat a szociális ellátórendszer komplett felülvizsgálatára.